# Восход Луны
«Восход Луны» (англ. MoonRise) — неосуществлённая миссия НАСА 2010-х годов, в задачи которой входила доставка грунта из Бассейна Южного полюса — Эйткена на обратной стороне Луны, между её Южным полюсом и кратером Эйткена, в 16° к югу от экватора Луны (величина бассейна оценивается примерно в 2500 км в диаметре и 12 км в глубину; этот регион — самый старый и глубокий из видимых ударных кратеров на Луне (а также один из самых глубоких известных ударных кратеров Солнечной системы) — является окном вглубь лунной коры, через которое можно узнать её историю).
Запуск миссии планировался на октябрь 2016 года, посещение Луны в марте 2017 года, включая 10 дней исследований на поверхности. Возврат на Землю в августе 2017.
Эта миссия могла быть первой непилотируемой миссией НАСА по доставке образцов грунта на Землю.
Миссия «Восход Луны» не была выбрана для следующего запуска по программе «Новые рубежи», проиграв миссии OSIRIS-REx по доставке грунта с астероида (101955) Бенну.
В ноябре 2017 года стало известно, что миссия «Восход Луны» запланирована на 2024 год. Предполагается, что радиосвязь между Землёй и «MoonRise», находящейся на обратной стороне Луны, будет обеспечивать российская станция «Луна-26».